# Hans Otto Löwenstein
Hans Otto Löwenstein (* 11. Oktober 1881 in Priwoz, Oderfurt, Österreich-Ungarn; † 8. Mai 1931 in Wien) war ein österreichischer Filmregisseur und -produzent.

## Leben und Wirken
Hans Otto Löwenstein setzte 1913 als Regisseur versuchsweise das patentierte Konzept von J. H. Groß und einem Herrn Brüll, das eine Kombinierung von Film- mit Theatervorstellungen vorsah, in der Adria-Ausstellung im Wiener Prater um. Der Film „König Menelaus im Kino“ wurde mit Schauspielern auf der Bühne vor der Leinwand, die das Publikum miteinbezogen, ergänzt. Die Idee wurde in der Filmgeschichte zwar mehrmals aufgegriffen, konnte sich aber nie etablieren.
1914 übernahm Löwenstein die Leitung des Kriegsfürsorgeamtes der k.u.k. Armee. Diese war die Zentralstelle für die zehn im August 1914 eingerichteten Feldkinos.
Er gründete 1918 gemeinsam mit Leo Fuchs die Astoria-Film, die um 1920 einer der führenden Produzenten des österreichischen Stummfilms sowie der einzige relevante Hersteller von Zeichentrickfilmen des Landes war.
1925 inszenierte Löwenstein den Film „Leibfiaker Bratfisch“ über den Selbstmord von Kronprinz Rudolf in Mayerling, der Erinnerungen dessen Fiakers wiedergab. Der Regisseur Hans Otto Löwenstein verwendete hierzu auch viele Szenen aus seinem 1919 verbotenen Mayerling-Film. Mit „Kaiser Karl“ (1921) stammte ein weiterer Film über die Habsburger von ihm.
Hans Otto Löwenstein erfand mit dem Ottoton-System jenes Tonfilmverfahren, mit welchem er 1929 auch den ersten österreichischen Tonfilm inszenierte: „G’schichten aus der Steiermark“.

## Filmografie
- 1913: König Menelaus im Kino
- 1916: Der Glücksschneider
- 1917: Das Geheimnis des Waldes(gemeinsam mit Joseph Delmont)
- 1920: Der Herzog von Reichstadt
- 1920: Königin Draga
- 1921: Brennendes Land
- 1921: Hotel Tartarus
- 1921: Kaiser Karl
- 1921: Der Roman der Komtesse Ruth
- 1921: Die Schauspielerin des Kaisers
- 1921: Der Schlüssel der Macht
- 1921: Die Totenhand
- 1922: Könige des Humors (gemeinsam mit M. A. Heger, Walter Hanns Zeller)
- 1922: Der Lumpensammler von Paris
- 1922: Das Spiel ist aus
- 1922: Der Unbekannte aus Russland
- 1923: Der Himmel voller Geigen (gemeinsam mit Julius Herzka)
- 1923: Landru, der Blaubart von Paris
- 1923: Menschen, Menschen san ma alle …! (gemeinsam mit Julius Herzka)
- 1923: Die Wienerstadt in Bild und Lied (gemeinsam mit Julius Herzka)
- 1924: Moderne Ehen
- 1924: Paragraph 144 (gemeinsam mit Georg Jacoby), auch bekannt als Muß die Frau Mutter werden?
- 1925: Leibfiaker Bratfisch
- 1925: Oberst Redl mit Robert Valberg in der Hauptrolle
- 1925: Zwei Vagabunden im Prater
- 1926: Der Feldherrnhügel (gemeinsam mit Erich Schönfelder; der Autor des Stücks Alexander Roda Roda spielte die Hauptrolle des Korpskommandanten)
- 1927: Das Leben des Beethoven
- 1927: Die Beichte des Feldkuraten
- 1927: Madame wagt einen Seitensprung
- 1928: Dienstmann Nr. 13
- 1928: Gefährdete Mädchen
- 1928: Glück bei Frauen
- 1928: Kaiserjäger
- 1928: Die Lamplgasse
- 1928: Der Traum eines österreichischen Reservisten
- 1929: Franz Lehár
- 1929: Der Monte Christo von Prag
- 1929: Wem gehört meine Frau?
- 1929: G’schichten aus der Steiermark
- 1930: Stürmisch die Nacht (gemeinsam mit Curt Blachnitzky)